# En brodant
En brodant – ou Lydia crochetant dans le jardin à Marly – est un tableau réalisé par la peintre américaine Mary Cassatt en 1880. Cette huile sur toile est un portrait de la sœur de l'artiste occupée à son crochet dans une allée de jardin à Marly-le-Roi, en région parisienne. Depuis un don en 1965, l'œuvre fait partie des collections du Metropolitan Museum of Art, à New York.